# Ptolemejev poučak
Ptolemejev ili Ptolomejev poučak teorem je u euklidskoj geometriji koji daje nužan uvjet da bio četverokut bio tetivan (cikličan), tj. da bi se oko njega mogla opisati kružnica.
Teorem je koristio starogrčki matematičar Klaudije Ptolomej u svome djelu Almagest u kojem je priredio tablice tetiva od 0.5° do 180° s razmakom od pola stupnja.
Iskaz teorema glasi ovako: U svakom tetivnom četverokutu zbroj umnožaka duljina nasuprotnih stranica jednak je umnošku duljina dijagonala.
Odnosno, ako je četverokut {\displaystyle ABCD} tetivan, tada vrijedi sljedeća jednakost: 
{\displaystyle |AC|\cdot |BD|=|AB|\cdot |CD|+|BC|\cdot |AD|}
Obrat Ptolomejeva poučka također vrijedi.

## Dokaz

### Klasični dokaz
Konstruirajno kut {\displaystyle \sphericalangle ADE} jednak kutu {\displaystyle \sphericalangle BDC}.
Kako su {\displaystyle \sphericalangle DAE} i {\displaystyle \sphericalangle DBC} obodni kutovi nad istim lukom, oni su sukladni, pa su trokuti {\displaystyle \Delta AED} i {\displaystyle \Delta BCD} slični. Zbog te je sličnosti {\displaystyle |AD|:|AE|=|BD|:|BC|}, odnosno 
{\displaystyle |AD|\cdot |BC|=|AE|\cdot |BD|}.
Na isti se način dobije da su trokuti {\displaystyle \Delta ABD} i {\displaystyle \Delta CDE} slični, pa slijedi {\displaystyle |AB|:|BD|=|CE|:|CD|}, odnosno 
{\displaystyle |AB|\cdot |CD|=|BD|\cdot |CE|}.
Zbrajanjem tih dviju jednakosti imamo:
{\displaystyle |AB|\cdot |CD|+|AD|\cdot |BC|=|BD|\cdot |CE|+|AE|\cdot |BD|,} a kako je {\displaystyle |AE|+|CE|=|AC|\cdot |BD|} slijedi:
{\displaystyle |AB|\cdot |CD|+|AD|\cdot |BC|=|AC|\cdot |BD|,} što je i trebalo pokazati.
Ako pak tetivni četverokut nije jednostavan, tada će {\displaystyle E} ležati izvan segmenta {\displaystyle AC}. No, u ovom slučaju je {\displaystyle |AE|-|CE|=\pm |AC|}, što opet daje željeni rezultat.

## Ptolomejeva nejednakost
Općenitija tvrdnja koja vrijedi samo za tetivne četverokute naziva se Ptolomejeva nejednakost, a ona glasi ovako: za dani četverokut {\displaystyle ABCD} vrijedi
{\displaystyle {\overline {AB}}\cdot {\overline {CD}}+{\overline {BC}}\cdot {\overline {DA}}\geq {\overline {AC}}\cdot {\overline {BD}}}.
Jednakost vrijedi ako i samo ako je četverokut tetivni (ciklični) pa je ovaj poseban slučaj ekvivalentan Ptolomejevu poučku.